# توماس شارف
توماس شارف (بالألمانية: Thomas Scharff)‏ (و. 1970  م) هو ممثل، وممثل أفلام، وممثل مسرحي ألماني، ولد في برلين.

## وصلات خارجية
- توماس شارف على موقع IMDb (الإنجليزية)
- توماس شارف على موقع ألو سيني (الفرنسية)
- توماس شارف على موقع قاعدة بيانات الفيلم (الإنجليزية)
- توماس شارف على موقع كينوبويسك (الروسية)

- توماس شارف في قاعدة بيانات الأفلام على الإنترنت